# Аманбоктерський сільський округ
Аманбо́ктерський сільський округ (каз. Аманбөктер ауылдық округі, рос. Аманбоктерский сельский округ) — адміністративна одиниця у складі Саркандського району Жетисуської області Казахстану. Адміністративний центр — село Аманбоктер.
Населення — 451 особа (2021; 570 у 2009, 677 у 1999, 1208 у 1989).
Станом на 1989 рік існувала Аманбоктерська сільська рада (села Аманбоктер, Баянбай, Уштобе).

## Склад
До складу округу входять такі населені пункти:
| Населений пункт  | Населення, осіб (1989) | Населення, осіб (1999) | Населення, осіб (2009) | Населення, осіб (2021) |
| ---------------- | ---------------------- | ---------------------- | ---------------------- | ---------------------- |
| Аманбоктер, село | 900                    | 627                    | 510                    | 405                    |
| Баянбай, село    | 112                    | 50                     | 60                     | 46                     |
| Уштобе, село     | 196                    | -                      | -                      | -                      |